# 近藤大海
近藤 大海（こんどう たいかい、2006年8月15日 ‐ ）は、日本の歌手、俳優、タレントであり、男性アイドルグループ・CLASS SEVENのメンバー。
東京都出身。TOBE所属。

## 人物
好きな食べ物はラーメン。
グループ内では自らを「NGなしでなんでもやる担当」と称し、ファッションセンスの高さから「おしゃれ番長」と評される。

## 出演
個人での出演のみ記載。グループとしての出演はCLASS SEVEN#出演を参照。

### ドラマ
- このコの家はどこ?!（2024年12月24日‐配信、BUMP）[8]